# Artes marciais brasileiras
Artes marciais brasileiras  referem-se a diversas  formas de combate desenvolvidas ou adaptadas no Brasil, incluindo lutas tradicionais indígenas, como o huka-huka e o RáRá; expressões afro-brasileiras, como a capoeira e o maculelê. O país também se destacou por confrontos entre diferentes estilos de luta e pelo desenvolvimento de estilos de grappling (luta agarrada), como o jiu-jitsu brasileiro e a luta livre esportiva, por décadas vistos como concorrentes, esses eventos e essas duas artes deram origem ao vale-tudo e foram fundamentais na formação das artes marciais mistas (MMA), hoje um fenômeno global de entretenimento. Tanto vale-tudo quanto MMA designam formas híbridas de arte marcial e os eventos esportivos em que esses estilos se enfrentam, representando a fusão entre tradição marcial e espetáculo contemporâneo, e destacando a forte influência brasileira nesse cenário. 

## Origem e diversidade
O Brasil é um país de grande diversidade étnica e cultural, o que se reflete na variedade das manifestações de práticas corporais de modo geral e nas de lutas, artes marciais e esportes de combate de forma específica. Muitas dessas práticas se desenvolveram em comunidades indígenas ou afrodescendentes, como expressões de resistência, identidade e sociabilidade.

## Principais artes marciais brasileiras

### Capoeira

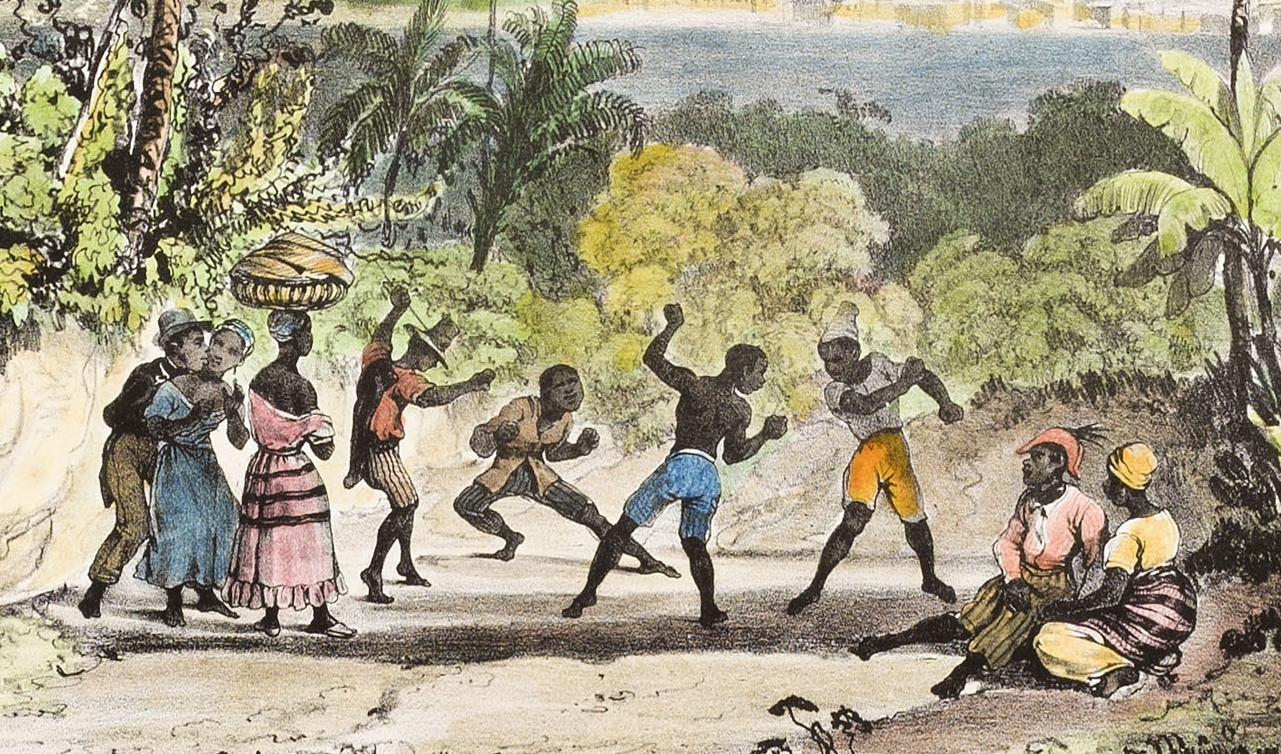
San Salvador, Bahia, 1835, by Rugendas

Originada nas comunidades afrodescendentes durante o período colonial, por pessoas escravizadas, a capoeira combina elementos de luta, dança, música e jogo. Reconhecida como Patrimônio Cultural Imaterial da Humanidade, essa manifestação expressa resistência e identidade cultural. Acredita-se que a capoeira evoluiu no Brasil a partir de uma arte marcial tradicional angolana chamada engolo, que foi introduzida no Brasil por negros escravizados de Angola. Na década de 1950, o artista angolano Albano Neves e Sousa observou semelhanças entre a capoeira e o engolo, uma conexão que passou a ser considerada por muitos estudiosos desde então, embora ainda não haja um consenso entre os pesquisadores.

### Jiu-jitsu brasileiro

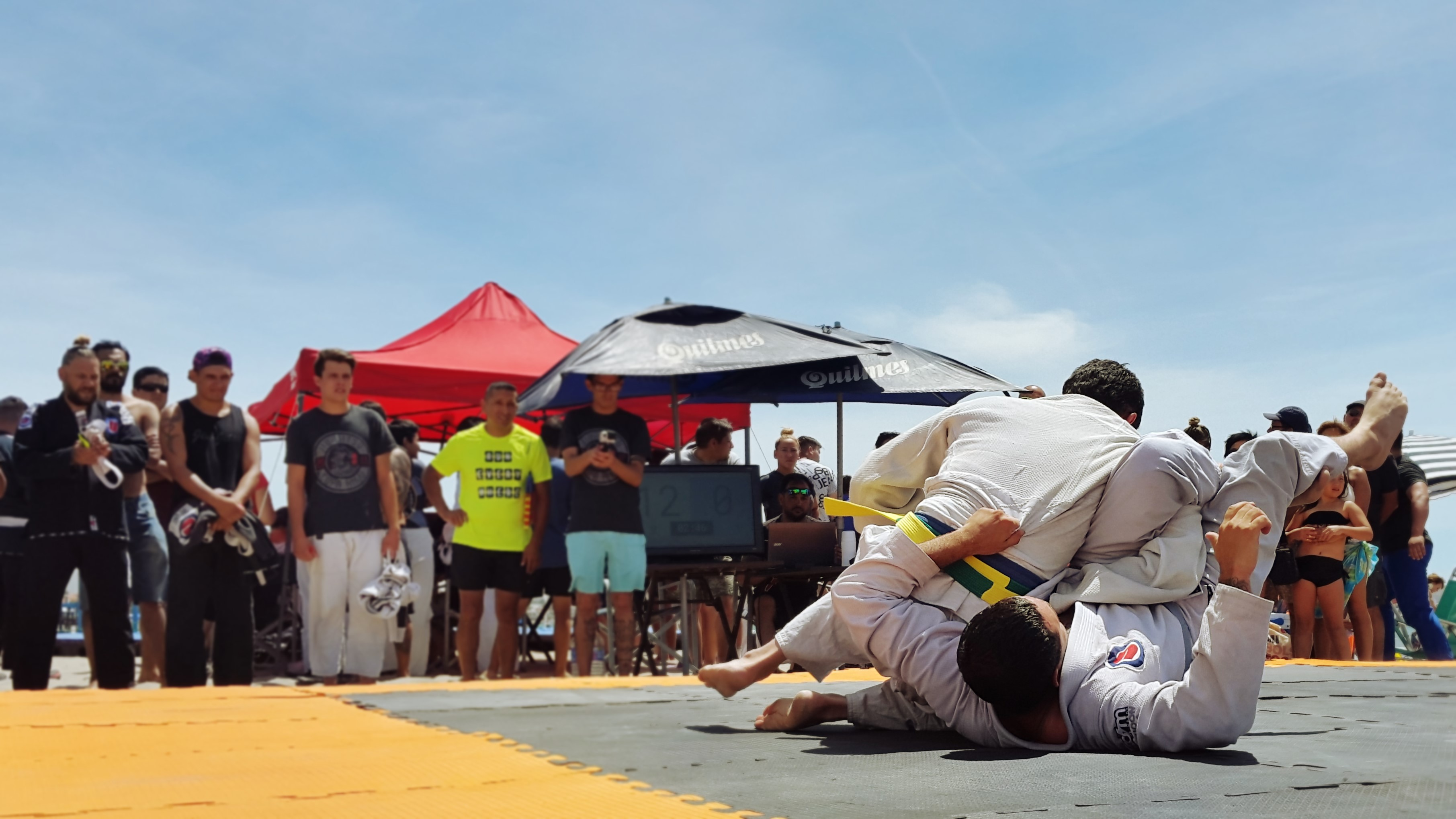
Torneio de jiu-jitsu brasileiro realizado na Argentina em 2018

Apesar de levar o nome jiu-jitsu, a modalidade conhecida como jiu-jitsu brasileiro difere do tradicional ju-jutsu japonês. Desenvolvido no Brasil por mestres como Hélio Gracie e Carlos Gracie, o estilo nacional tem ênfase no combate no solo e no uso de alavancas. A influência veio do judô, na época ainda conhecido como "Kano jiu-jitsu", por meio de Mitsuyo Maeda, aluno do fundador Jigoro Kano, que treinou Carlos Gracie e contribuiu para a formação do estilo que se tornaria o jiu-jitsu brasileiro.  A arte marcial desenvolvida pela família Gracie no início do século XX tornou-se uma das formas mais praticadas de jiu-jitsu no mundo, superada apenas pelo próprio judô em difusão.

### Vale-tudo
Forma de combate com poucas restrições e sem regras rígidas, o termo vale-tudo surgiu nos anos 1920 em espetáculos de circo, No entanto, há registros de desafios anteriores: em 1909, o capoerista Francisco da Silva Ciríaco derrotou o lutador de jiu-jitsu japonês Sada Miyako, em um dos primeiros confrontos documentados desse tipo no Brasil. Fortemente influenciado pelo jiu-jitsu desenvolvido pela família Gracie. Conhecido nos Estados Unidos como No Holds Barred (NHB), o vale-tudo é um esporte de combate desarmado e de contato total, com regras bastante reduzidas. Além disso, o termo "vale-tudo" também passou a ser usado para se referir a formas híbridas de artes marciais, que podiam incluir desde o jiu-jitsu e o boxe até a própria capoeira. Tornou-se popular no Brasil ao longo do século XX e eventualmente evoluiu para as artes marciais mistas (MMA), que organizam essas lutas em eventos com regras mais definidas, mas ainda mantendo o caráter híbrido e competitivo das origens, MMA é também entendido como uma arte marcial híbrida, pois combina técnicas de diversas modalidades, formando um sistema de combate completo e adaptável.

### Luta livre esportiva
A luta livre esportiva é um estilo de combate inspirado no catch wrestling, criado nos anos 1920 por Euclydes Hatem, conhecido como mestre Tatu. A modalidade rivalizou com o jiu-jitsu Gracie, tendo como marcos a vitória de Tatu sobre George Gracie em 1942 e, em 1968, o triunfo de Euclides Pereira sobre Carlson Gracie.
A luta livre esportiva não deve ser confundida com a luta livre profissional, que apresentava lutas coreografadas e teatrais, popularizadas pelo programa Telecatch da TV Excelsior Rio de Janeiro nos anos 1960. esse formato foi fortemente influenciado por shows de entretenimento dos Estados Unidos e pela estética dos mascarados da lucha libre mexicana. Por isso, é comum o uso do termo telecatch para se referir a essa vertente mais performática Muitas vezes o termo telecatch é usado para se referir a essa modalidade.  Assim como o jiu-jitsu Gracie, a luta livre esportiva é vista como uma das inspirações do vale-tudo e uma das baseas do moderno MMA. Embora a luta profissional tenha sido alvo de críticas em décadas passadas por seu caráter encenado, atualmente há uma crescente migração de artistas entre modalidade, com lutadores do MMA participando de shows de luta profissional e, em alguns casos, lutadores de luta profissional migrando para o UFC e eventos de combate real.

### Huka-huka
Prática corporal tradicional do povo Yawalapiti, realizada em rituais do Alto Xingu. Envolve o combate físico entre dois homens, como forma de competição simbólica.

### RáRá
Forma de luta tradicional dos Kaingang, associada a rituais de iniciação e identidade social. O RáRá tem valor educativo e simbólico na cosmologia do povo.

### Luta marajoara
Prática corporal tradicional do arquipélago do Marajó, no estado do Pará, a luta marajoara é um estilo de combate corpo a corpo com raízes nas culturas indígenas da região, posteriormente influenciado por elementos africanos e europeus. Realizada em festividades populares e rituais comunitários, ela combina força, técnica e teatralidade. Seu formato competitivo segue regras específicas de desequilíbrio do oponente, e a prática é considerada um símbolo de identidade cultural marajoara, transmitido entre gerações como forma de valorização da tradição local.

## Características comuns
- Ênfase em resistência física e disciplina;
- Variação entre práticas ritualísticas e esportivas;
- Fortes vínculos com identidade cultural e etnicidade;
- Transmissão intergeracional oral e prática.

## Diferenças com artes marciais estrangeiras
Enquanto muitas artes marciais orientais se desenvolveram com forte influência filosófica e institucional, no Brasil muitas práticas surgiram em contextos de resistência cultural, como o quilombo, a aldeia ou o terreiro, envolvendo elementos religiosos, festivos e políticos.

## Reconhecimento, institucionalização e ensino
Algumas artes marciais brasileiras já são reconhecidas oficialmente por entidades esportivas e educacionais. Outras, como o RáRáe o huka-huka, permanecem como práticas tradicionais em comunidades específicas, embora estejam sendo progressivamente incorporadas em programas escolares e pesquisas acadêmicas.
No contexto educacional, as artes marciais brasileiras são mencionadas na Base Nacional Comum Curricular (BNCC) como dois objetos de conhecimento: lutas de matriz indígena e lutas do Brasil. Esses conteúdos integram a unidade temática “lutas”, proposta para ser abordada nas séries finais da educação básica, contribuindo para o reconhecimento e valorização dessas manifestações culturais no ambiente escolar.